# Scharlakansfeber
Scharlakansfeber är en vanlig barnsjukdom.  Numera kan den behandlas med antibiotika, men innan dess var det en fruktad sjukdom.
Sjukdomen orsakas av streptokocker. 
Streptokocker är bakterier som med sitt gift orsakar små knottriga utslag som kliar. Inkubationstiden är kort, 2–4 dagar och följs av feber, huvudvärk, halsfluss (tonsillit) och ibland illamående. Utslagen kommer inom ett halvt dygn och sprider sig över bål och nacke med fokus i nacke, armhålor och ljumskar. De finprickiga utslagen bleknar vid tryck och huden kan kännas som sandpapper. Blekhet runt munnen kombineras med röda kinder. Vanligtvis är tungan vitaktig men varefter slemhinnan drabbas så rodnar tungan, smultrontunga. Utslagen ger sig efter en vecka, fortare vid antibiotikabehandling, och följs av fjällning. Diagnosen ställs kliniskt och med hjälp av ett test, Strep A. Barnet är "smittfritt" efter två dagars påbörjad antibiotikabehandling.
Komplikationer såsom reumatisk feber och akut glomerulonefrit är numera sällsynta. Utöver redan nämnda komplikationer kan scharlakansfeber dock leda till öroninfektion, lever- eller njurskada, lunginflammation och bihåleinflammation. Patienter som har hudsjukdomen impetigo löper högre risk att drabbas av komplikationer.